# Junkiletto
Junkiletto med Rytiletto är en ö i Finland. Den ligger i Bottenviken och i kommunen Simo i den ekonomiska regionen  Kemi-Torneå i landskapet Lappland, i den norra delen av landet. Ön ligger omkring 100 kilometer söder om Rovaniemi och omkring 600 kilometer norr om Helsingfors.
Öns area är 33 hektar och dess största längd är 1,5 kilometer i nord-sydlig riktning.

## Sammansmälta delöar
- Junkiletto 65°37′07″N 24°58′29″Ö / 65.61857°N 24.97467°Ö
- Rytiletto 65°36′45″N 24°58′41″Ö / 65.61247°N 24.97802°Ö